# Russerne på Bornholm
Russerne på Bornholm er en film instrueret af Ole Askman efter eget manuskript.

## Handling
Den 5. maj 1945 overgav de tyske tropper i Danmark sig til Montgomery. Den 7. og 8. maj 1945 bombes de to bornholmske byer Rønne og Nexø af russiske fly. 10 mennesker mister livet. Filmen beskriver et bemærkelsesværdigt stykke Danmarkshistorie, kommenteret af mennesker, der kan huske de bevægede dage. Mange optagelser og fotografier fra dengang er ikke vist før.